# 中村安里 (アナウンサー)
中村 安里（なかむら あんり、1997年9月16日 - ）はFBS福岡放送アナウンサー。元高知さんさんテレビ（KSS）アナウンサー。FBSエンタープライズ所属。

## 略歴
福岡県八女市出身。161cm。B型。八女学院中学校・高等学校を経て関西大学社会学部社会学科メディア専攻を卒業。6歳からクラシックバレエを大学まで続けた。
中学・高校時代は6年間、吹奏楽部のマーチングバンドでカラーガードを担当した。全国大会にも出場した実績がある。
アナウンサーは幼いころから憧れていたため、吹奏楽部の公演の場内アナウンスやイベントの司会に積極的に立候補する他、3年時の2016年2月から3月まで八女市内のコミュニティFM局、FM八女の番組『ミュージックボックス』にもアナウンサー志望の学生として出演した。
大学では、KBC関西大学放送研究会とフラダンスサークル”cocogirl”に所属。テレビ局でアルバイトをしたほかアナウンススクールにも通っており、在学中には数多くのミス・コンテストに出場した。大学1年次は『フレッシュキャンパスコンテスト2016』に出場し、セミファイナリストに選出。2年次には『ミスキャンパス関大2017』でファイナリストに選出された（他のファイナリストとして中村と同学年であり現青森放送アナウンサーの橋本莉奈がいる）。
2020年4月、高知さんさんテレビにアナウンサーとして入社。同期は川邊世里奈。『プライムこうちF』の「三山ひろしのさんさん歩」など数多くの自社制作番組に出演した。
2021年3月には、四万十川桜マラソンに出場。人生初のフルマラソンに挑戦した。
2023年4月よりFBSエンタープライズを介して、FBS福岡放送にアナウンサーとして入社。ニュース、情報番組に出演している。同局の中谷萌、遠野愛とは入社前から親しい。

## 人物
- 趣味は旅行、映画鑑賞、のんびりランニング[4]。
- 特技は踊ること（バレエ、フラダンス、カラーガード）[1][4]。
- 好きなものはフラダンス、ドライブ、キャンプ、パン屋さん巡り[5]。

## 出演番組

### FBSアナウンサーとして
- 定時ニュース

### 高知さんさんテレビ時代
- プライムこうちF
- FNN Live News days
- FNN Live News イット!
- わがまま!気まま!旅気分（BSフジでも放送）
- みてみて高知 12468[注 1]（高知県内のNHK・民放各局のテレビ視聴促進キャンペーン）